# Alphabétisation en Haïti
 (avril 2018).
Si vous disposez d'ouvrages ou d'articles de référence ou si vous connaissez des sites web de qualité traitant du thème abordé ici, merci de compléter l'article en donnant les références utiles à sa vérifiabilité et en les liant à la section « Notes et références ».
Pour plus de détails, voir Fiche technique et Distribution.
Alphabétisation en Haïti est un documentaire français réalisé par Philippe Haudiquet en 1976.

## Synopsis
Victime d'un malentendu, Josapha comprend la nécessité de savoir lire et écrire, et décide d'aller au centre d'alphabétisation.
Toutes les paroles du film sont prononcées en créole haïtien.

## Fiche technique
- Titre : Alphabétisation en Haïti
- Réalisation : Philippe Haudiquet
- Production : Copra Films
- Pays d'origine :  France
- Genre : documentaire
- Durée : 25 minutes
- Date de sortie : France, 15 mai 1976